# Nabil Sulajman
Nabil Sulajman (ur. 1945 w Safita) – syryjski pisarz, krytyk i historyk literatury.

## Życiorys
Ukończył studia w zakresie arabistyki na Uniwersytecie Damasceńskim w 1967, po czym pracował jako nauczyciel. Założył następnie własne wydawnictwo Dar al-Hiwar z siedzibą w Latakii; od 1990 zajmował się wyłącznie pracą pisarską. Jest autorem szesnastu powieści, szesnastu opracowań z zakresu historii i krytyki literatury oraz pięciu opracowań o tematyce kulturalnej. Jego opracowania krytycznoliterackie opierają się na metodologii marksistowskiej.

## Twórczość
Część twórczości Sulajmana wpisuje się w socrealistyczny nurt w literaturze syryjskiej, inspirowany literaturą radziecką. Przykładem tego jest opublikowana w 1972 powieść Więzienie, której głównym bohaterem jest socjalista Wahab Muhtar. W momencie, gdy rozpoczyna się akcja utworu, zostaje on uwięziony za antyrządową działalność na skutek donosu innego członka tajnej organizacji. Powieść dzieli się na cztery rozdziały, przedstawiające sytuację więźniów politycznych w więzieniu prowadzony przez okrutny reżim. Początkowo więźniowie poddawani są torturom, następnie przebywają w celach grupowych, z których nadal są wyprowadzani na wyczerpujące przesłuchania. Później są już tylko przetrzymywani w odosobnieniu. Finał powieści nie przynosi jednoznacznego rozstrzygnięcia losów bohaterów. Sugeruje w ten sposób, że walka z reżimem trwa, chociaż jego przeciwnicy są nadal słabi i w krótkim czasie nie odniosą sukcesu. Akcja dzieła rozgrywa się w bliżej nieokreślonym czasie i miejscu, chociaż można zorientować się, że jest to państwo arabskie. Z tego powodu powieść nie została dopuszczona do publikacji w Syrii rządzonej przez partię Baas, cenzura uznała bowiem, że celem utworu jest krytyka bieżącej sytuacji w państwie. Artystycznie powieść jest nierówna; kompozycja dzieła jest prosta, a konstrukcja wielu postaci - podporządkowana jej politycznemu przesłaniu. Obok postaci ukazanych w schematyczny sposób występują jednak bohaterowie dynamiczni, których poglądy i postawy ewoluują; w utworze występują postacie niejednoznaczne - wahający się w swoich przekonaniach socjaliści lub strażnicy więzienni, którzy są gotowi pomagać osadzonym. Wartość dzieła podnosi ekspresyjny i przekonujący sposób opisu realiów życia w więzieniu, dręczenia i torturowania więźniów.
Temat krytyki niedemokratycznego systemu politycznego powrócił w powieści Śnieg latem, wydanej w 1973. W symboliczny sposób autor nawiązał w niej do klęski Syrii w wojnie sześciodniowej. Akcja dzieła rozgrywa się w rządzonej w sposób dyktatorski Syrii. W kraju dochodzi do nieoczekiwanych opadów śniegu latem, a władze, wbrew swoim zapowiedziom, nie są w stanie zlikwidować ich skutków. Grupa bohaterów, aby dostać się do miejsc pracy i zamieszkania, musi samodzielnie podjąć się odśnieżania. Część z nich, wywodzących się z warstw zamożnych, odmawia wzięcia udziału we wspólnej pracy, podczas gdy najbardziej ofiarnie pracują dla wspólnego dobra robotnik i inteligent, uchodźca polityczny z Iraku. Bohaterowie nawiązują romanse, dwoje z nich zakochuje się w sobie i postanawia się pobrać. Powieściopisarz zastosował w utworze techniki strumienia świadomości oraz prowadzenia narracji z punktu widzenia poszczególnych bohaterów, co pozwala pełniej ich charakteryzować i ukazać różnice światopoglądowe między nimi. Powieść nie jest jednak w tej kwestii neutralna, gdyż w zdecydowanie pozytywnym świetle przedstawia głównego bohatera, Irakijczyka, i jego socjalistyczne przekonania.
W 1980 wydał powieść Korona z pereł, która wpisuje się w nurt w literaturze arabskiej poświęcony wydarzeniom wojny Jom Kipur (wojny październikowej w tradycji arabskiej), gloryfikujący uczestniczących w niej żołnierzy. W latach 1990–1993 wydawane były kolejne partie jego czterotomowej powieści Orbity Wschodu, również powieści historycznej, ukazującej losy kolejnych pokoleń na tle dziejów Syrii w okresie międzywojennym, podkreślając cierpienia najuboższych i ich walkę o godne życie. Sulajman sugerował w wywiadach, że pisząc powieść historyczną, w rzeczywistości pragnął zabrać głos w dyskusji nad teraźniejszymi problemami Syrii, jak również przedstawić odmienną niż przyjmowane dotąd interpretację jej najnowszych dziejów. Z 2005 pochodzi jego kolejna powieść Schody nocy... schody dnia.
Powieści Sulajmana były tłumaczone na języki perski, angielski, rosyjski oraz hiszpański.